# Коскор, Тристан
Тристан Коскор (эст. Tristan Koskor; 28 ноября 1995, Тарту) — эстонский футболист, нападающий клуба «Нарва-Транс». Выступал за национальную сборную Эстонии.

## Биография

### Клубная карьера
Воспитанник тартуского клуба «Олюмпия». В 2011 году перешёл в юношескую команду «Таммеки», с 2012 года играл на взрослом уровне в низших дивизионах за её фарм-клубы — «Таммека-2» и «Луунья». В основной команде «Таммеки» дебютировал в высшем дивизионе Эстонии 7 марта 2015 года в матче против «Нымме Калью», заменив на 77-й минуте Хейко Тамма. Первый гол в высшей лиге забил 31 июля 2015 года в ворота «Калева Силламяэ».
В начале 2017 года перешёл в «Пайде ЛМ», но в составе не закрепился, и сыграв 6 матчей за полгода, вернулся в «Таммеку».
В 2018 году в составе «Таммеки» забил 21 гол в высшем дивизионе, заняв четвёртое место в споре бомбардиров, и стал самым результативным среди игроков с эстонским гражданством, чем заслужил вызов в сборную страны. В одном из матчей сезона, 30 марта 2018 года против «Курессааре» (4:0) сделал «покер». В дальнейшем ещё дважды в составе «Таммеки» достигал отметки в 10 голов за сезон. В следующем году некоторое время находился в составе исландском «Филькире», но за него не сыграл ни разу По ходу сезона вернулся в «Таммеку».
В 2022 году перешёл в таллинскую «Флору», но провел в ней меньше года, после чего отправился на Кипр. В феврале 2023 года Коскор заключил контракт с клубом «Нарва-Транс». По итогам сезона стал лучшим бомбардиром чемпионата страны, после чего форвард покинул команду.

### Карьера в сборной
В 2016 году сыграл два матча за молодёжную сборную Эстонии, но никогда не рассматривался её основным игроком. В 2018 году принял участие в матче олимпийской сборной против сверстников из Англии.
Впервые вызван в национальную сборную Эстонии в июне 2018 года перед товарищеским матчем с Марокко, но остался тогда в запасе. Дебютировал за сборную 11 января 2019 года в товарищеском матче против Финляндии, заменив на 74-й минуте Хенри Аниера.